# Lafayette Theater
Le Lafayette Theater est un cinéma et une salle de spectacle à Harlem entre 1912 et 1951.

## Conception
Le Lafayette Theater est une salle de spectacle à 1 500 places qui ouvre en novembre 1912 au coin de 132nd street et 7th avenue.
Il est conçu par Victor Hugo Koehler et financé par Meyer Jarmulowsky et rappelle l'architecture de la Renaissance.

## Histoire
En 1913, le Lafayette devient la première grande salle de spectacle à arrêter la ségrégation raciale aux États-Unis, ce qui en fait rapidement une salle au public très majoritairement noir.